# Lars-Göran Ulander
Lars-Göran Ulander (* 8. Juni 1943 in Sundsvall) ist ein schwedischer Free-Jazz-Musiker (Altsaxophon, Sopransaxophon, Flöte), Hörfunkjournalist und Musikproduzent.

## Leben und Wirken
Ulander, der ursprünglich von Art Pepper beeinflusst war, begann seine Musikerkarriere 1963 in Umeå bei Lars Lystedt, mit dessen Sextett/Quintett in Stockholm erste Aufnahmen entstanden. In den 1960er-Jahren spielte er außerdem im Berndt Egerbladh Quartett und trat 1969 mit dem Trompeter Phil Minton im schwedischen Fernsehen auf. 1970 wurde er mit Terje Rypdal, Niels-Henning Ørsted Pedersen, Sten Öberg und Karin Krog zum NDR Jazzworkshop in Hamburg eingeladen. In den 1970er- und 80er-Jahren spielte er u. a. mit Björn Alke, Sten Öberg, Per Henrik Wallin und Urban Hansson. 2005 erschien das erste Album Ulanders unter eigenem Namen, Live at Glenn Miller Cafe, das im Trio mit Palle Danielsson und Paal Nilssen-Love entstanden war. Im Bereich des Jazz war er zwischen 1963 und 2007 an 20 Aufnahmesessions beteiligt. 1990 wurde er Leiter der Jazzabteilung  beim schwedischen Radio. Er war dort nicht nur als Musikkritiker und Reporter tätig, sondern auch Produzent der Svenska Radiojazzgruppen und koordinierte ab Mitte des Jahrzehnts die Zusammenarbeit mit der European Broadcasting Union (EBU). Nach seiner Pensionierung gründete er ein Quartett mit Kresten Osgood, Magnus Broo und dem Sänger Gerd Ulander. Noch 2013 trat er mit der Svenska Radiojazzgruppen auf.

## Diskographische Hinweise
- Berndt Egerbladh: Plays the Organ with a Swing (1968), mit Bertil Lövgren, Ron Myers, Rune Gustafsson, Red Mitchell, Sten Öberg
- Phil Minton Quartet with Lars Göran Ulander: Up Umeå (Blue Tower Records, 1969, ed. 1999)
- Per Henrik Wallin/Lars Göran Ulander/Peter Olsen: The New Figaro (Dragon Records, 1975)
- Per Henrik Wallin Trio: The Stockholm Tapes (Ayler Records, 1975/77, ed. 2004)
- Marilyn Crispell: Collaborations 2004 and 2007 (Leo Records), u. a. mit Magnus Broo, Per Zanussi, Paal Nilssen-Love
- Mats Gustafsson & Fire! Orchestra: Echoes (Rune Grammofon, 2023)
- Nacka Forum: Peaceful Piano (Moserobie, 2024)
- Öppet 02 | två (2024)